# ميماساكا (أوكاياما)
مدينة ميماساكا (بالإنجليزية: Mimasaka)‏ هي أحد المدن التابعة لمحافظة أوكاياما. تأسست رسميًا في 31/03/2005. ويقدر عدد سكانها بـ 31550 نسمة حسب تقدير مكتب الإحصاء الياباني لعام 2012. تبلغ مساحة ميماساكا 429.19 كم2. بكثافة سكانية تبلغ 73.5 نسمة/كم2.

## معرض صور

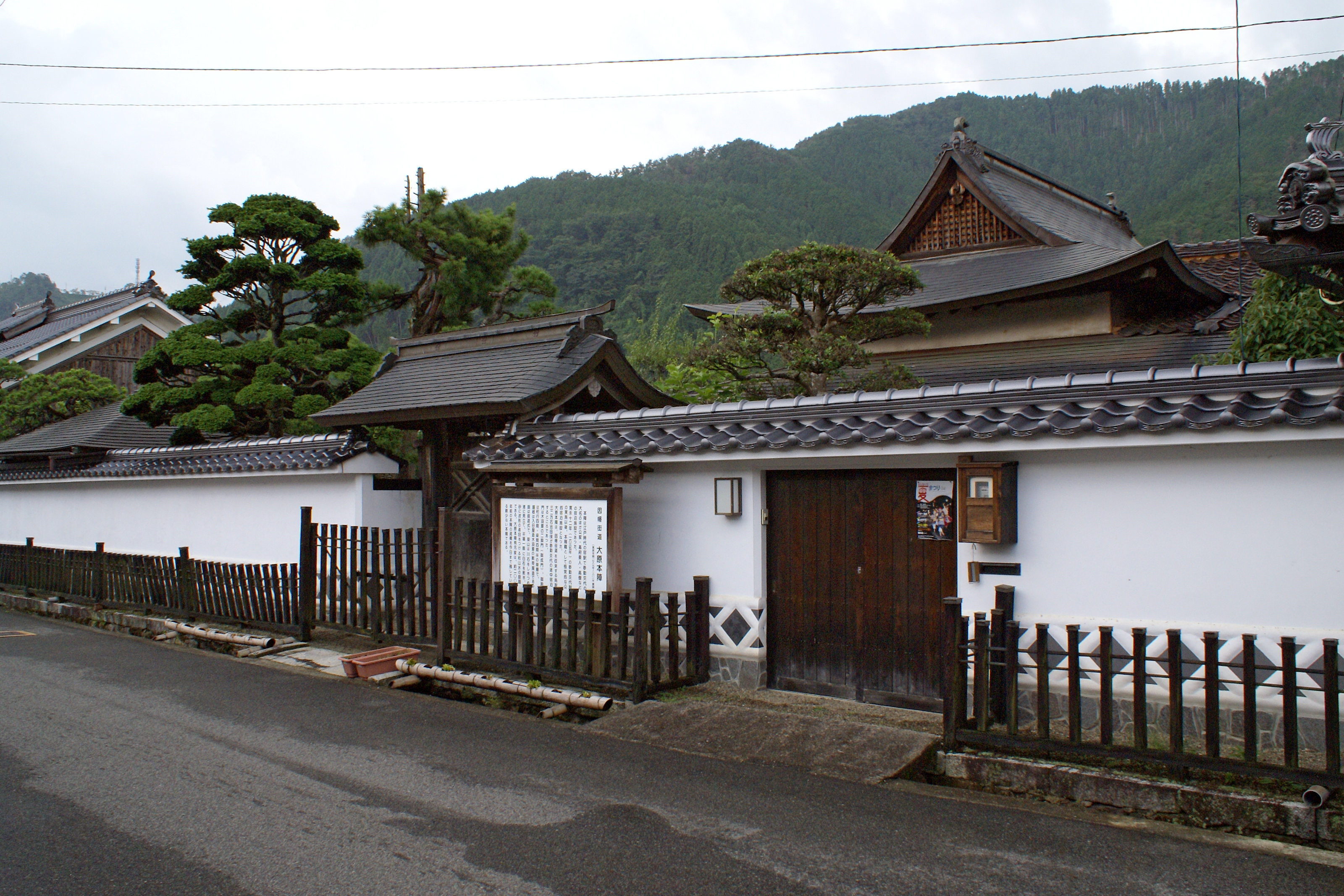
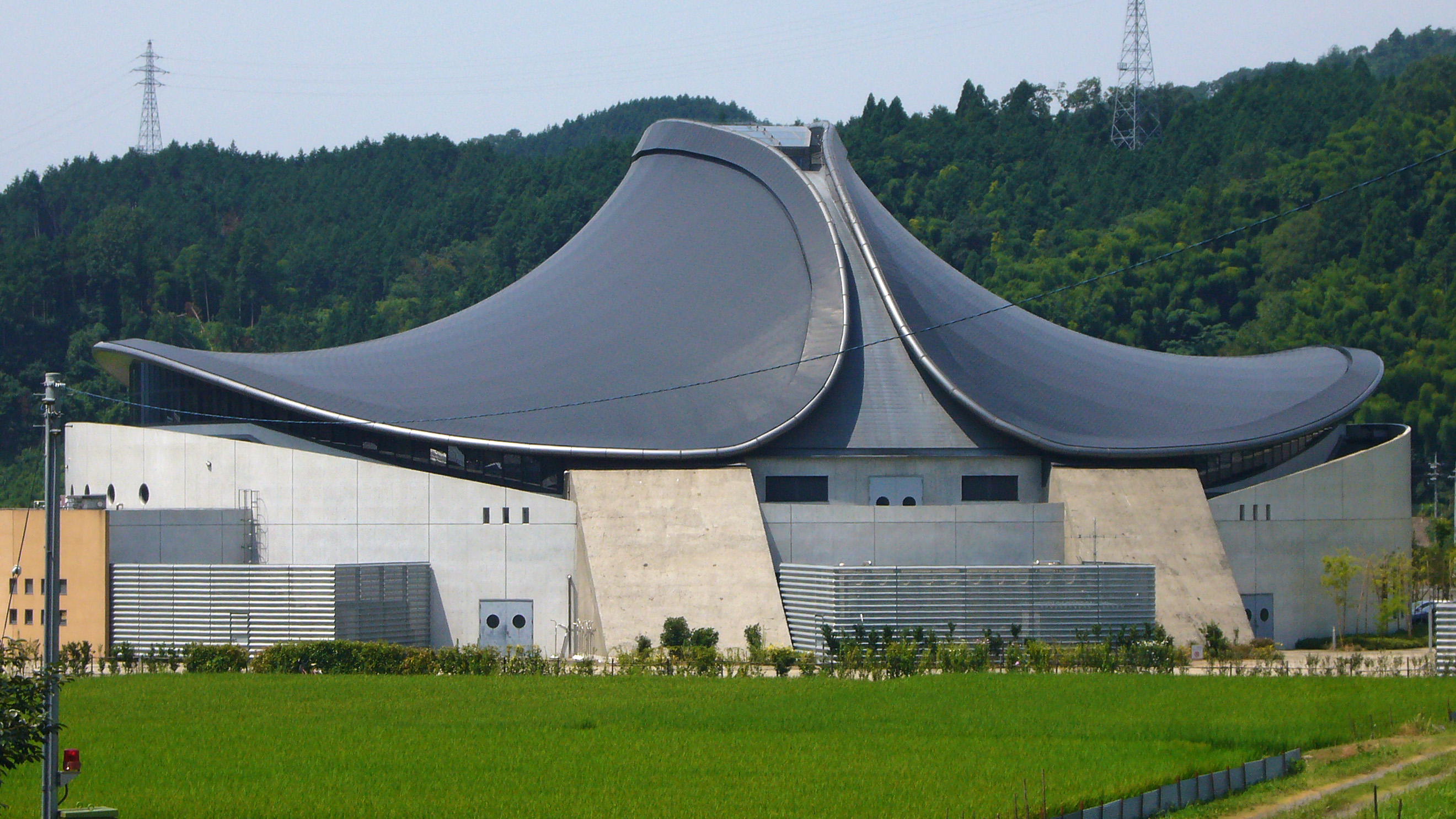
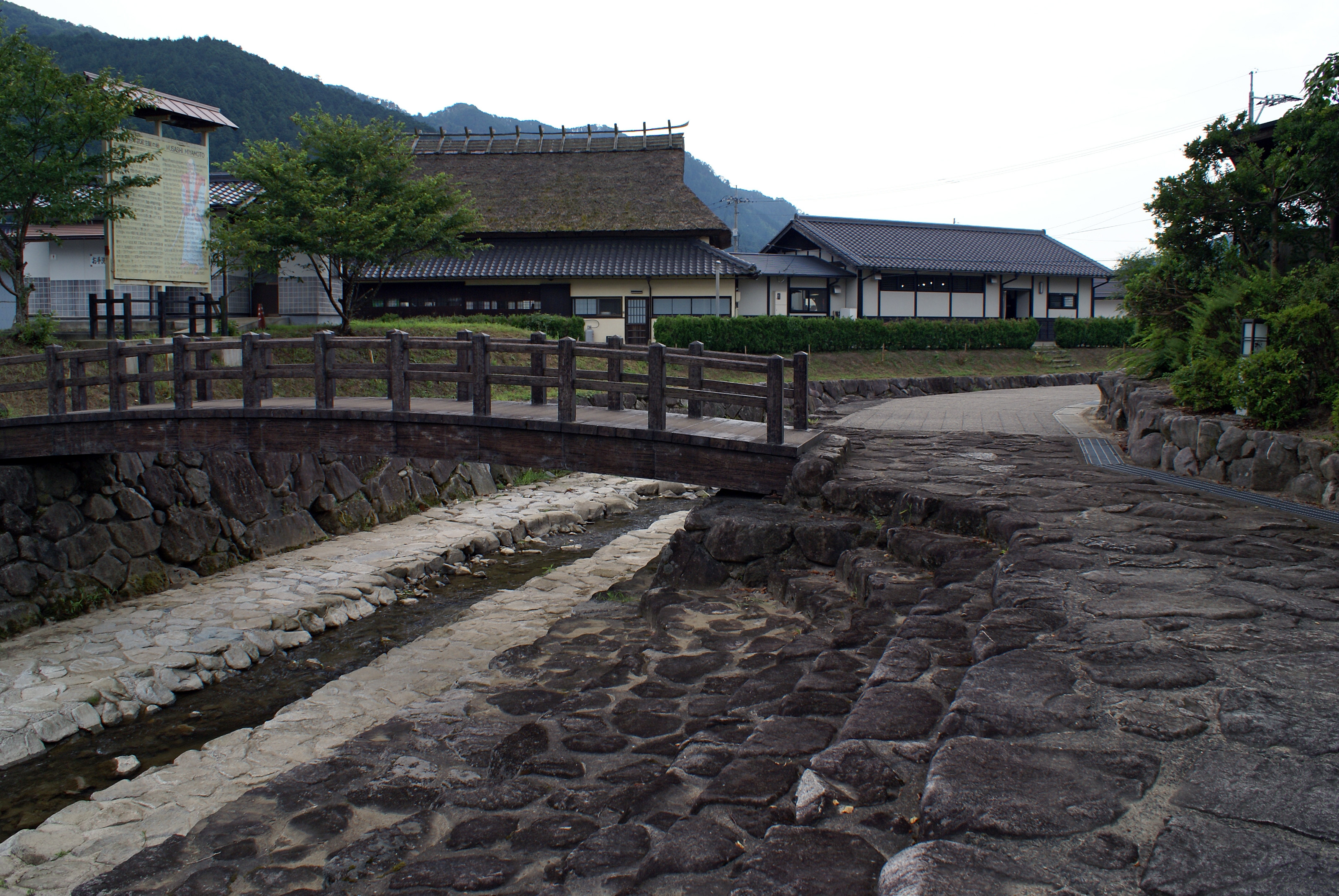
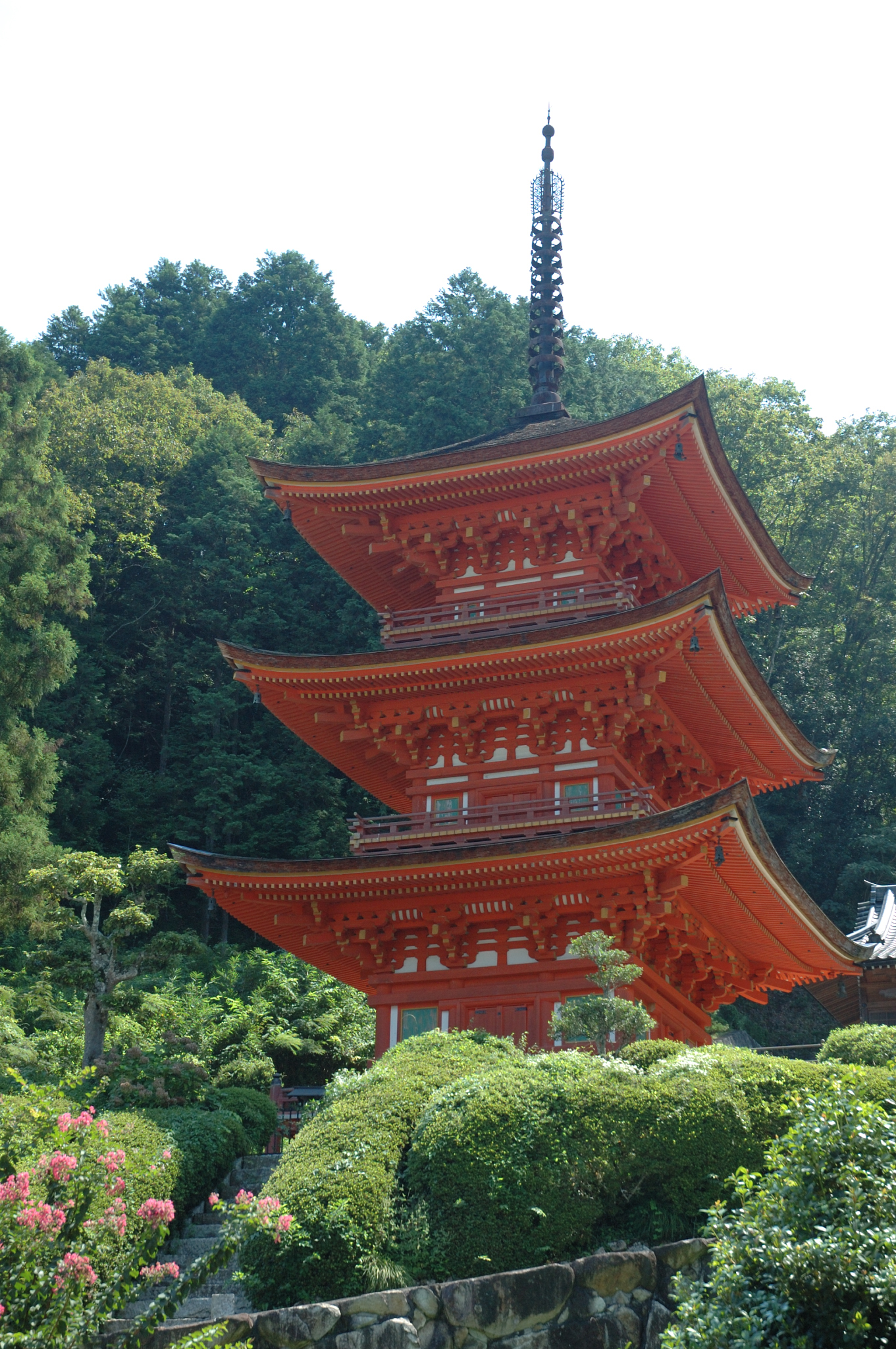

## أعلام
- ابي توموجي

## العلاقات الدولية
اليابان  فرنسا توأمة Ōhara-chō (أوهارا) (اليابان) و Gleizé (استنزف) (فرنسا) بموافقة عمدة ميماساكا ، Hagiwara